# Крипно-Велике
Крипно-Велике (пол. Krypno Wielkie) — село в Польщі, у гміні Крипно Монецького повіту Підляського воєводства.
Населення — 958 осіб (2011).
У 1975-1998 роках село належало до Білостоцького воєводства.

## Демографія
Демографічна структура станом на 31 березня 2011 року:
|          | Загалом | Допрацездатний вік | Працездатний вік | Постпрацездатний вік |
| -------- | ------- | ------------------ | ---------------- | -------------------- |
| Чоловіки | 469     | 86                 | 339              | 44                   |
| Жінки    | 489     | 69                 | 307              | 113                  |
| Разом    | 958     | 155                | 646              | 157                  |